# Pete Quaife
Peter Alexander Greenlaw "Pete" Quaife (31. prosinec 1943 – 23. červen 2010) byl anglický hudebník a skladatel. Byl také jeden ze zakládajících členů skupiny The Kinks, ve které hrál na baskytaru v letech 1963–1969.